# Spritzenhaus Wennigsen

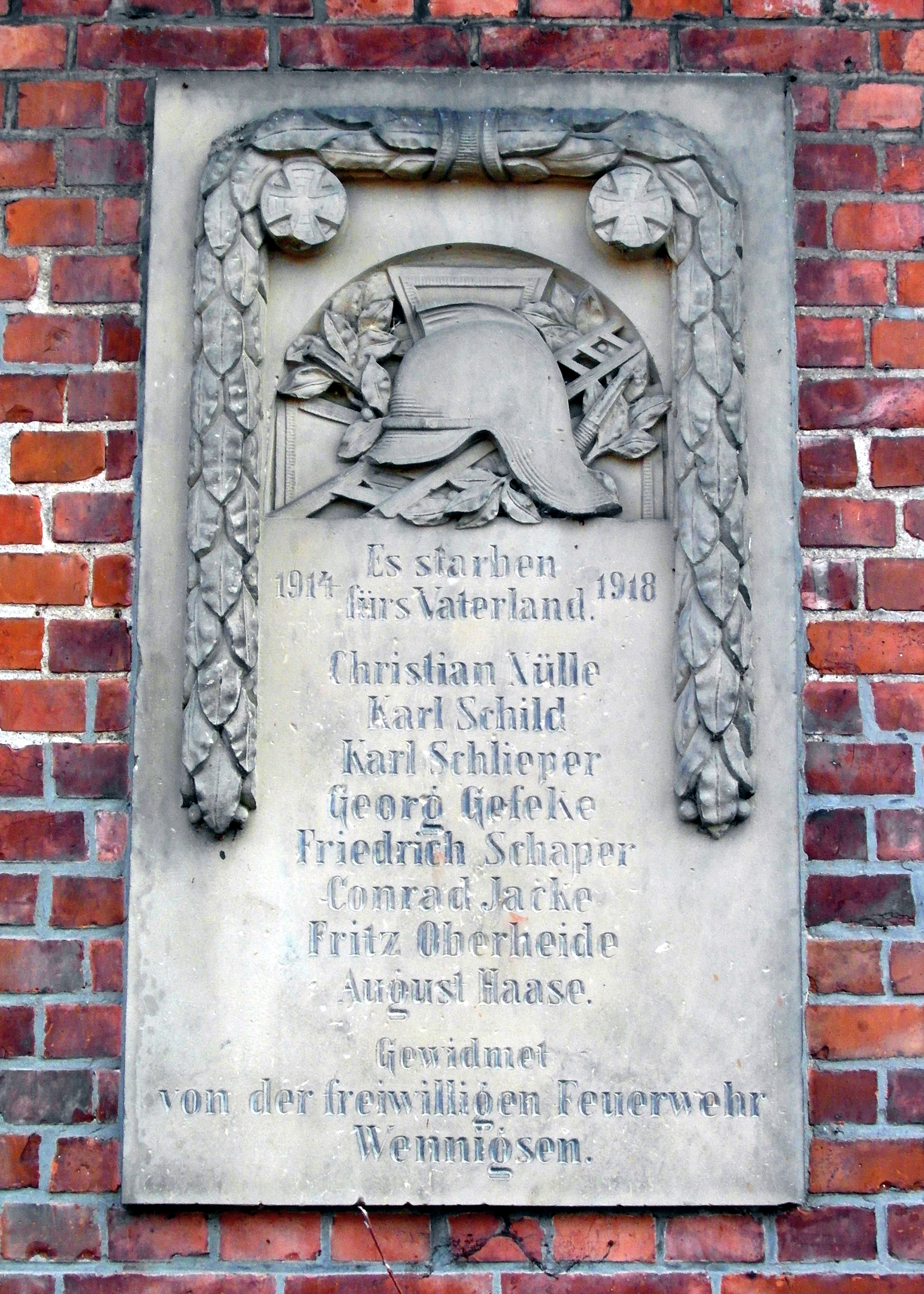
Gedenktafel an der Seitenwand

Das Spritzenhaus Wennigsen ist ein 1903 im Ortskern von Wennigsen errichtetes Feuerwehrhaus. Seit 1983 wird es von einem gemeinnützigen Verein betreut und als Ausstellungsraum für Kunsthandwerk genutzt. Das Haus befindet sich im Eigentum der Gemeinde Wennigsen (Deister).

## Feuerwehr
Die Freiwillige Feuerwehr Wennigsen wurde am 1. Dezember 1902 gegründet. Zuvor hatte ein Löschverein für die Sicherstellung des Brandschutzes gesorgt. Zu ihrer Gründung erhielt die Feuerwehr eine Handdruckspritze, die eine adäquate Unterbringung erforderte. In der Straße Am Sacke, direkt am Wennigser Mühlbach gelegen, errichtete die damalige Gemeinde Wennigsen das Haus. Später wurde das gesamte Areal in Feuerwehrplatz umbenannt. Errichtet wurden eine gemauerte Halle in ortstypischem roten Klinker und ein Holzturm zum Trocknen der Schläuche. Eine Steigergruppe übte an diesem auch das Klettern. Später wurde der hölzerne Turm durch einen gemauerten Turm ersetzt.
Bis nach dem Zweiten Weltkrieg wurde zudem ein Raum mit vergittertem Fenster als örtliche Arrestzelle genutzt. Von der an der Rückseite angebauten Transformatorenstation mit Backsteinaufbau wurden bis in die 1970er Jahre die Gebäude im Ortskern über Freileitungen mit Elektrizität versorgt.
An der westlichen Ecke des Gebäudes tritt der Mühlenbetriebsgraben wieder an die Oberfläche, der den Feuerwehrplatz unterirdisch quert. Er folgt dann der nordwestlichen Gebäudeseite. An dieser Gebäudeseite befindet sich ebenfalls eine von der Freiwilligen Feuerwehr gewidmete Gedenktafel für im Ersten Weltkrieg Gefallene.

## Nachnutzung

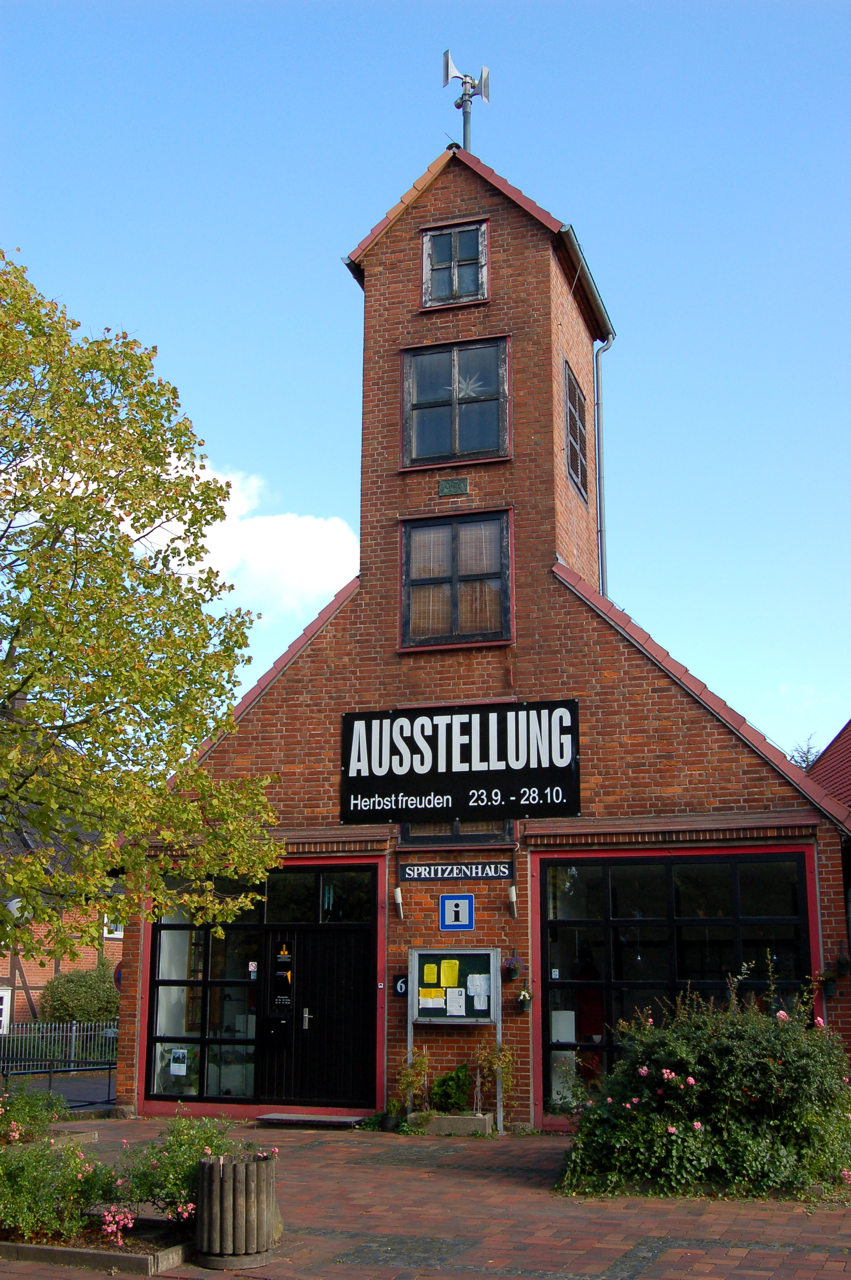
Nachnutzung als Ausstellungsraum

Im Jahr 1980 zog die Freiwillige Feuerwehr Wennigsen in eine umgebaute Mausefallenfabrik am Heisterweg. Das bisher genutzte Feuerwehrhaus stand zunächst leer und verfiel. Ein Abbruch oder wesentlicher Umbau war wegen der angeblichen Zugehörigkeit zu einem geschützten Ensemble dörflicher Industriekultur nicht zulässig.
Ein 1983 eigens gegründeter Verein zur Förderung von Kunsthandwerk hat das Gebäude umgebaut und nutzt es für Ausstellungen und als Verkaufsfläche. Es beherbergt auch eine kleine Künstlerwerkstatt. Darüber hinaus finden im Spritzenhaus Konzerte, Lesungen und Vorträge statt.